# Rhyothemis semihyalina
Rhyothemis semihyalina е вид водно конче от семейство Libellulidae. Видът не е застрашен от изчезване.

## Разпространение и местообитание
Разпространен е в Ангола (Кабинда), Ботсвана, Габон, Гамбия, Гана, Гвинея-Бисау, Демократична република Конго, Еритрея, Етиопия, Замбия, Зимбабве, Йемен (Сокотра), Камерун, Кения, Коморски острови, Кот д'Ивоар, Либерия, Мавриций, Мадагаскар, Майот, Малави, Мозамбик, Намибия (Ивица Каприви), Нигерия, Оман, Реюнион, Руанда, Свазиленд, Сейшели (Алдабра), Сенегал, Сиера Леоне, Сомалия, Танзания, Того, Уганда, Чад, Южен Судан и Южна Африка (Гаутенг, Западен Кейп, Квазулу-Натал, Лимпопо, Мпумаланга, Северозападна провинция и Фрайстат).
Регионално е изчезнал в Алжир и Израел.
Обитава влажни места, ливади, храсталаци, крайбрежия, плажове, езера, блата, мочурища и тресавища в райони с тропически и субтропичен климат.